# Stazione di Luino (Varesina)

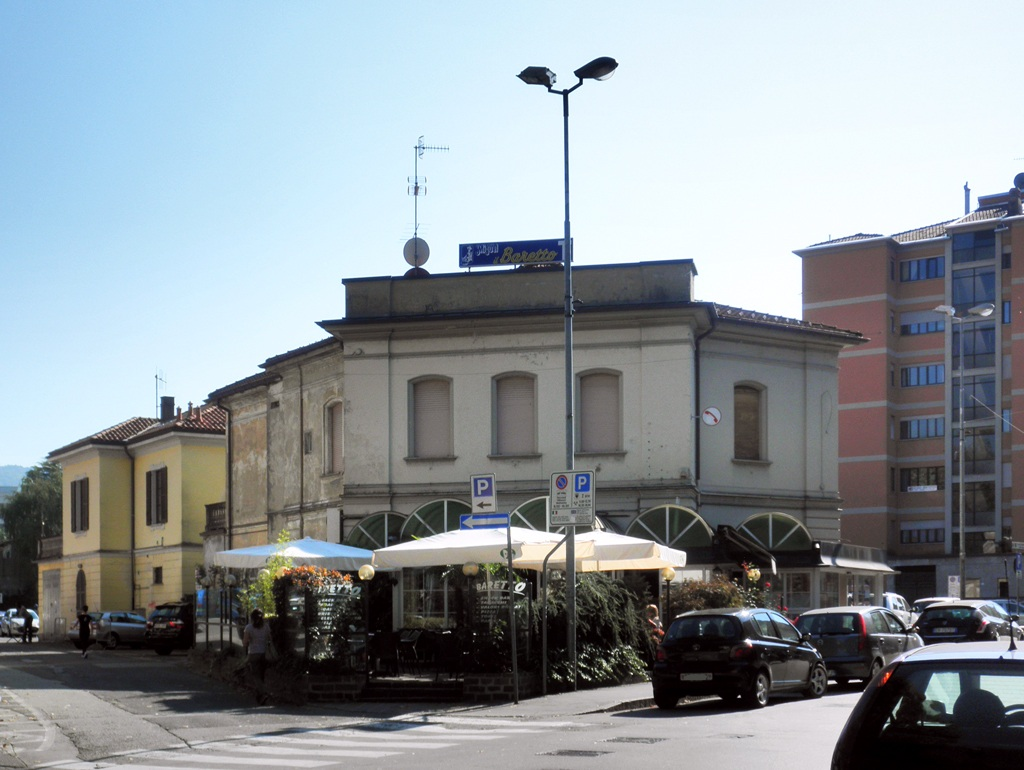
Stato al 2011

La stazione di Luino era un impianto che serviva l'omonimo centro abitato, capolinea della ferrovia della Valganna.

## Storia
La stazione venne attivata nel 1905 a cura della Società Anonima Ferrovie e Tramvie Elettriche Varesine, completando la ferrovia della Valganna che collegava Varese a Luino. L'anno successivo la gestione della linea e dei relativi impianti passò alla Società Varesina per Imprese Elettriche (SVIE).
Nel 1907 la linea venne prolungata di alcune centinaia di metri, fino a fare capolinea nella stazione di Luino Lago della linea Ponte Tresa-Luino; la stazione venne così mantenuta in servizio per il solo traffico merci, con il nome di Luino Scalo.
Venne dismessa nel 1953, alla chiusura della linea.
L'ex piazzale dei binari venne in seguito adibito a parcheggio; sopravvivono il fabbricato viaggiatori e il magazzino merci.